# Eupithecia prouti
Eupithecia prouti là một loài bướm đêm trong họ Geometridae.